# Torlengua
Torlengua es una localidad y también un municipio de la provincia de Soria, 
partido judicial de Almazán, comunidad autónoma de Castilla y León, España. Pueblo de la comarca de Las Vicarías.
Desde el punto de vista jerárquico de la Iglesia católica forma parte de la diócesis de Osma la cual, a su vez, pertenece a la archidiócesis de Burgos.

## Geografía
En su término e incluidos en la Red Natura 2000 los siguientes lugares:
- Lugar de Interés Comunitario conocido como Quejigares de Gómara-Nájima, ocupando 1039 hectáreas, el 25 % de su término.[1]

## Historia

Término municipal.

A la caída del Antiguo Régimen la localidad se constituye en municipio constitucional en la región de Castilla la Vieja, partido de Almazán que en el censo de 1842 contaba con 91 hogares y 370 vecinos.

## Geografía humana

### Demografía
Cuenta con una población de 45 habitantes (INE 2024).
| Gráfica de evolución demográfica de Torlengua entre 1842 y 2021                                                                                                |
| |
| Población de derecho según los censos de población del INE Población de hecho según los censos de población del INEEn este censo se denominaba Tortengua: 1842 |